# Can Cros
Can Cros és un edifici situat a l'interior de la parcel·la dels carrers del Sant Crist, 58-66 i de Cros, 6-10 al barri de Sants de Barcelona, catalogat com a bé amb elements d'interès (Categoria C).

## Història
El 1817, François Cros Dupuy (1768-1831), natural de Montpeller, es va establir a Sants per a fabricar-hi aiguafort, caparrós i clorur d'estany, i el 1819, es va associar amb l'adroguer Baltasar Giraudier sota la raó social Francesc Cros, Giraudier i Cia. A la seva mort, el fundador va ser succeït pels seus dos fills Joan Timoleont (1805-1862), que en seria el director i soci majoritari, i Francesc Arístides Cros i Possel (1807-1894), sota la raó social Cros Germans i Giraudier. A la mort de Joan, el negoci passà a mans del seu fill Amadeu Cros i Nubiola (1831-1916), que el 1874 traslladà la fàbrica a Badalona, i el 1878, va promoure l'obertura del carrer que porta el seu nom entre els del Sant Crist i de Sants a través dels terrenys de l'antiga fàbrica, segons el projecte del mestre d'obres Enric Figueras i Ribas.
La casa va passar a mans d'Emili Cros i Isaac (1838-1912), fill de Francesc, i després al seu fill Adolf Cros i Daunas (1883-1942), que el 1920 va demanar permís per a construir un gual a la vorera. Posteriorment, fou rehabilitada per a allotjar l'escola Institució Montserrat. El seu equip de bàsquet, conegut com a B.I.M., arribà a competir en tornejos de primera categoria.

## Descripció
La casa està envoltada d'alguns arbres i una pista esportiva, dins un clos tancat. És de planta quadrada i consta de baixos i dos pisos, balustrada i terrat. Té un balcó central i dos finestrals i un portal rectangular.